# Sunburst (Montana)
Sunburst é uma cidade  localizada no estado americano de Montana, no Condado de Toole.

## Demografia
Segundo o censo americano de 2000, a sua população era de 415 habitantes.
Em 2006, foi estimada uma população de 336, um decréscimo de 79 (-19.0%).

## Geografia
De acordo com o United States Census Bureau tem uma área de
4,9 km², dos quais 4,2 km² cobertos por terra e 0,7 km² cobertos por água. Sunburst localiza-se a aproximadamente 1027 m acima do nível do mar.

## Localidades na vizinhança
O diagrama seguinte representa as localidades num raio de 68 km ao redor de Sunburst.